# Alonso de Chaves
Alonso de Chaves (1492 o 1493 – Siviglia, 1587) è stato un navigatore, cosmografo e cartografo spagnolo.
Fu piloto mayor della Casa de Contratación e tra i navigatori più istruiti della sua epoca.

## Biografia
Partecipò alla redazione del Padrón Real commissionato nel 1526 a Fernando Colombo, figlio di Cristoforo Colombo, dalla Casa de Contratación; nel 1536 realizzò una mappa per tale progetto.  Ricoprì ad interim la carica di piloto mayor durante l'esplorazione delle Molucche da parte del pilota maggiore Sebastiano Caboto, sostenendo successivamente gli esami per diventare pilota e ottenendo la nomina a tale carica nel 1552.  Mantenne questo incarico per trentaquattro anni, dal 1552 al 1586. Inoltre, nel 1528 fu nominato cosmografo produttore di carte marine e strumenti di navigazione della Casa de Contratación. Alonso de Chaves scrisse a Siviglia, intorno al 1540, un'opera intitolata Espejo de navegantes. Chiese il ritiro e una pensione nel 1575, che non gli fu concessa poiché la sua competenza lo rendeva una figura di fiducia indispensabile per la carriera nelle Indie. Continuò a prestare servizio fino al 1586, all'età di novant'anni, morendo l'anno successivo.

## Opere
- Espejo de navegantes, Siviglia, 1540 circa.